# DBU's Landspokalturnering for herrer 2004-05
DBU's Landspokalturnering for herrer 2004-05 var den 51. udgave af DBU's Landspokalturnering for herrer.
Turneringen blev vundet af Brøndby IF, der i finalen slog FC Midtjylland med 3-2.